# Antònia Vilàs i Ferràndiz
Antònia Vilàs i Ferràndiz   (la Barceloneta, 11 de juliol de 1926 - 2 d'abril de 2013)va ser una poetessa, rapsoda, cantant, lletrista i compositora de cançons, especialment havaneres, la més coneguda de les quals és Mare, vull ser pescador. Tota la vida estigué vinculada al barri mariner de la Barceloneta

## Biografia
L'any 1978 començà a conrear la poesia amb un poema que dedicà a la seva mare. Posteriorment en publicà moltes altres en diverses revistes, en el recull 55 poetes d'avui i en dos enregistraments poètics amb la seva veu. Com a rapsoda, feu recitals en solitari i també formà part del grup poètic "Poesia Viva". Han musicat poemes seus els compositors Francesc Salse, Salvador Dabau, Francesc Miralles, Lluís Maria Nubiola, J. Acosta i Carlos Maniega. D'aquest darrer, El pescador y su barca obtingué el primer premi a la "VI Trovada de Habaneras de Castilla a Mayorga de Campos", el 1998.
Veïna del barri de la Barceloneta de la seva ciutat natal, el 1987 hi fundà l'Associació d'Amics de les Havaneres "Port Vell", que presidí fins al 2006 i que organitzà la "Trobada Barcelona Cara al Mar" i altres activitats musicals i culturals al barri mariner de Barcelona. Després d'haver cantat com a solista acompanyada per Denis Serrano a l'acordió, el 1999 co-fundà el grup d'havaneres Desplega Veles, amb Pere Rubies de tenor, Joan Caixàs tocant la guitarra i fent de director musical, Pilar Vila tocant l'acordió i Antònia Vilàs cantant de contralt.
Fou autora de les lletres, i molt sovint també de les músiques, d'un nombre d'havaneres, valsos, cançons melòdiques i peces vocals per a corals. Compongué i posà lletra a les sardanes Dels teus ulls una mirada (1990) i Per què?, i seves foren també la lletra i la música de la sardana Dona'm la mà (1998), encara que aquesta fou instrumentada per Josep Maria Roglan. Per bé que les seves havaneres foren repetidament gravades per molts grups (especialment la més popular Mare, vull ser pescador), dos enregistraments li foren (quasi) enterament dedicats: Trobada a Calella pel grup Mar Endins i El Grup d'Havaneres Desplega Veles canta a Antònia Vilàs.
Rebé un concert d'homenatge al Palau de la Música de Barcelona a l'octubre del 2006; i el 2012 en va rebre un altre a la mítica taverna "La Bella Lola", de Calella de Palafrugell. El 2008 li fou atorgat un dels premis 2 x 4 a ritme d'Havanera de la Fundació Ernest Morató, entitat a la que cedí el seu copiós fons documental. Morí a l'Hospital del Mar, de Barcelona, als 86 anys, i l'Ajuntament de Barcelona li atorgà la "Medalla d'Honor 2013" a títol pòstum "per una vida dedicada a la poesia i la composició, en particular d'havaneres, i per la seva implicació en el barri de la Barceloneta".
L'any 2018 es va inaugurar els Jardins que porten el seu nom al barri de la Barceloneta, que el veïnat va aconseguir guanyar com a zona verda.

### Mare, vull ser pescador
La seva havanera més coneguda, Mare vull ser pescador ha estat interpretada per un gran nombre de conjunts d'havaneres, i se n'han fet adaptacions per a coral, per a conjunt d'acordions i per a carilló entre d'altres. Va ser harmonitzada i orquestrada per Josep Maria Roglan («partitura, amb la lletra». Arxivat de l'original el 2016-03-05. [Consulta: 19 març 2014].) L'enregistrament més antic de l'obra aparegué en el disc que Mar Endins dedicà a la compositora el 1986 però se n'han fet moltes altres gravacions. Selecció:
- Barca de Mitjana, 2010.
- Mar Endins, 1988.
- Mariners de Terra Endins, 1997.
- Grup Mestral de Montesquiu, 1991.[disc 4]
- Mestre d'Aixa, 1997.
- Els Pescadors de l'Escala, 2000.
- Port Bó, 2008.
- Port Vell, 2002.
- Veles i Vents, 2009.
- Les Veus del Mar, 2010.

## Obres
- Amor sublim.
- Ball dels Gegants de la Barceloneta, o Havanera d'en Pep Barceló i Maria la Neta (1996)[12]
- Dels teus ulls, una mirada
- Diga'm (1982), poema melòdic[13]
- Dime (1982), cançó melòdica[14]
- Himnes: Al Club Nàutic del Masnou (1982); Himne a Don-na; Himne a la Creu Roja; Himne al Grup d'Amics de la Poesia del CascAntic;  Himne del Centre Mèdic Delfos, (1992).; Himne del Club Atlètic del Masnou; Himne del Club Natació Atlètic Barceloneta
- Petjades (1982), poema melòdic[13]
- Retornar, cançó melòdica.
- Sardanes: Dels teus ulls una mirada (1990), Dona'm la mà (1998[disc 5]); Per què?
- Els teus ulls (1982), poema melòdic[13]
- Tranquil·lament (1982), poema melòdic[13]

### Havaneres
- Amb lletra i música d'Antònia Vilàs: La barca d'en Pere; Barceloneta estimada;  La cançó del mestral.; Cercant un món millor; Clam a la Mare de Déu de la Candelera (2014, dedicada a l'«Ametlla de Mar». Arxivat de l'original el 2016-03-03. [Consulta: 19 març 2014].); Des de casa veig el mar; Desplega veles; Enyorança (enregistrada[disc 6]); Gelosa d'una gavina (1985); Un jorn de pesca; El mar i la pàtria (1988); Mare, vull ser pescador; El pescador i la sirena; La poma; Sortim a la mar (1983); La taverna d'en Roc; El trist destí d'una barca abandonada; Trobada a Calella (1991); El vell i el mar; Voga, voga, mariner (1982, primera havanera); Volem la pau[15][disc 7][disc 3]
- Al Pla de l'Empordà (1983[16]) i  Els oficis. Música de Francesc Salse («partitures de Francesc Salse». Arxivat de l'original el 2013-10-09. [Consulta: 1r març 2014].)[disc 3]
- El cant del mar, música de Salvador Dabau[17]
- El pescador y su barca, música de Carlos Maniega Álvarez
- Tavernera de bandera, música de Joan Caixàs i Berenguer

### Enregistraments
1. ↑   El Grup d'Havaneres Desplega Veles canta a Antònia Vilàs.  Barcelona: ECB, 2003. DC que comprèn Un jorn de pesca; La taverna d'en Roc; Des de casa veig el mar; Mare, vull ser pescador; Dona'm la mà; Voga, voga, mariner; Barceloneta estimada; Sortim a la mar, músiques i lletres d'Antònia Vilàs; Tavernera de bandera i Posa-li la sal, músiques de Joan Caixàs; Cantinero de Cuba, d'Arturo Pareja; i Pel teu amor (Rosó), de Miquel Poal i Josep Ribas
2. ↑  Vilàs, Antònia (autora i veu). Espurnes de tardor, poemes.  Barcelona: ECB, 1997. Casset
Vilàs, Antònia (autora i veu). Somnis d'amor, desamors i realitats de la vida.  Barcelona: ECB Records, 2011. 2 DCs
3. 1 2 3 4  Grup Mar Endins; Salse, Francesc (arranjament). Trobada a Calella.  Barcelona: Foc Nou, 1986. Llarga durada que conté Trobada a Calella, Voga, voga mariner, El vell i el mar, Sortim a la mar, Al pla de l'Empordà, Mare vull ser pescador, Dona'm la mà, El pescador i la sirena, Gelosa d'una gavina, Himne dedicat al Club Nàutic Masnou
4. ↑  Grup Mestral de Montesquiu. Les veus més joves del món de l'havanera.  Barcelona: Novoson, 1991. Casset
5. ↑  Cobla Mediterrània. 20è aniversari de la comissió d'aplecs de les comarques barcelonines.  Barcelona: Àudiovisuals de Sarrià, 1999. DC ref. AVS 9.1692)
6. ↑   Èxits del Grup Gavina.  Barcelona: Digimusic, 1997. Casset
7. ↑  Mar Endins. Havaneres al Palau.  Barcelona: Picap, 1988. Llarga durada que comprèn Mare, vull ser pescador i El mar i la pàtria; va ser Premi del Disc Català 1989

### Llibres
- Recull de pensaments i sentiments de l'Antònia Vilàs.  Barcelona: s.n., 2009.